# Leptogenys ritae
Leptogenys ritae är en myrart som beskrevs av Auguste-Henri Forel 1899. Leptogenys ritae ingår i släktet Leptogenys och familjen myror. Inga underarter finns listade i Catalogue of Life.

## Bildgalleri

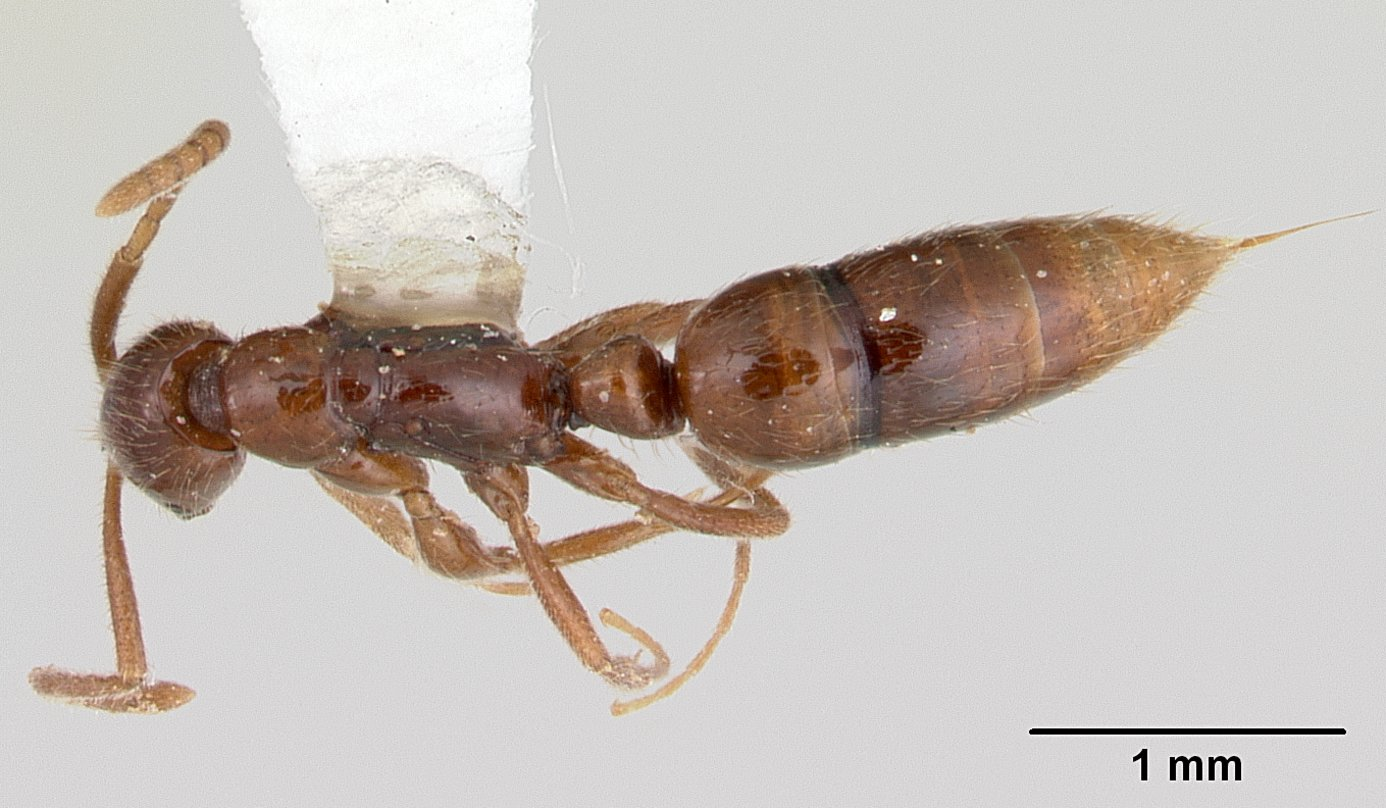
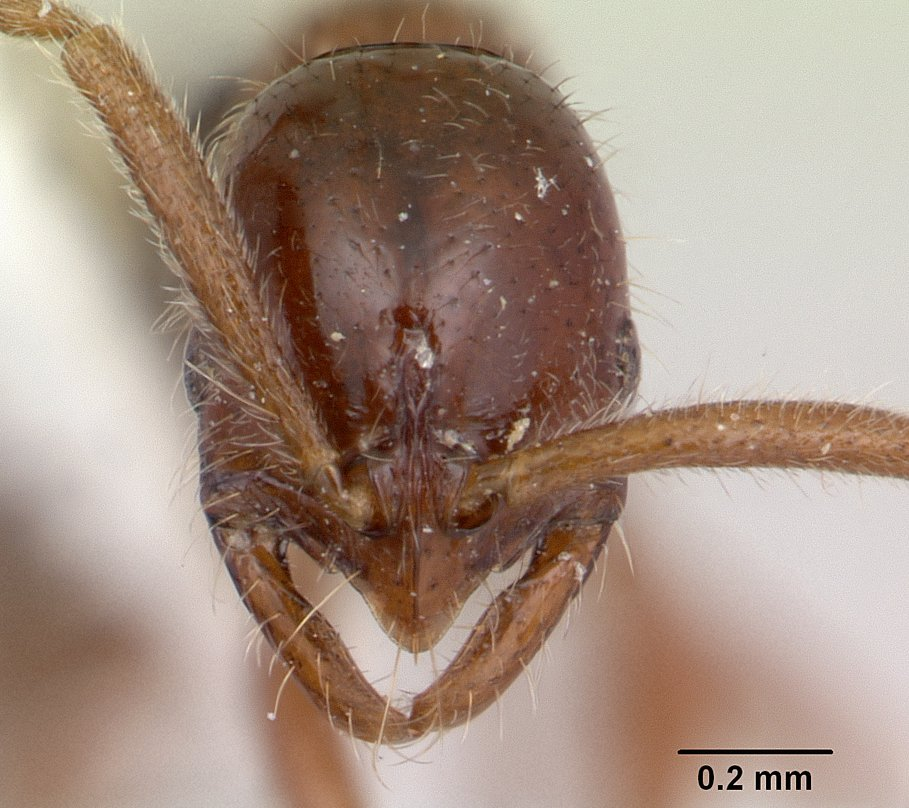
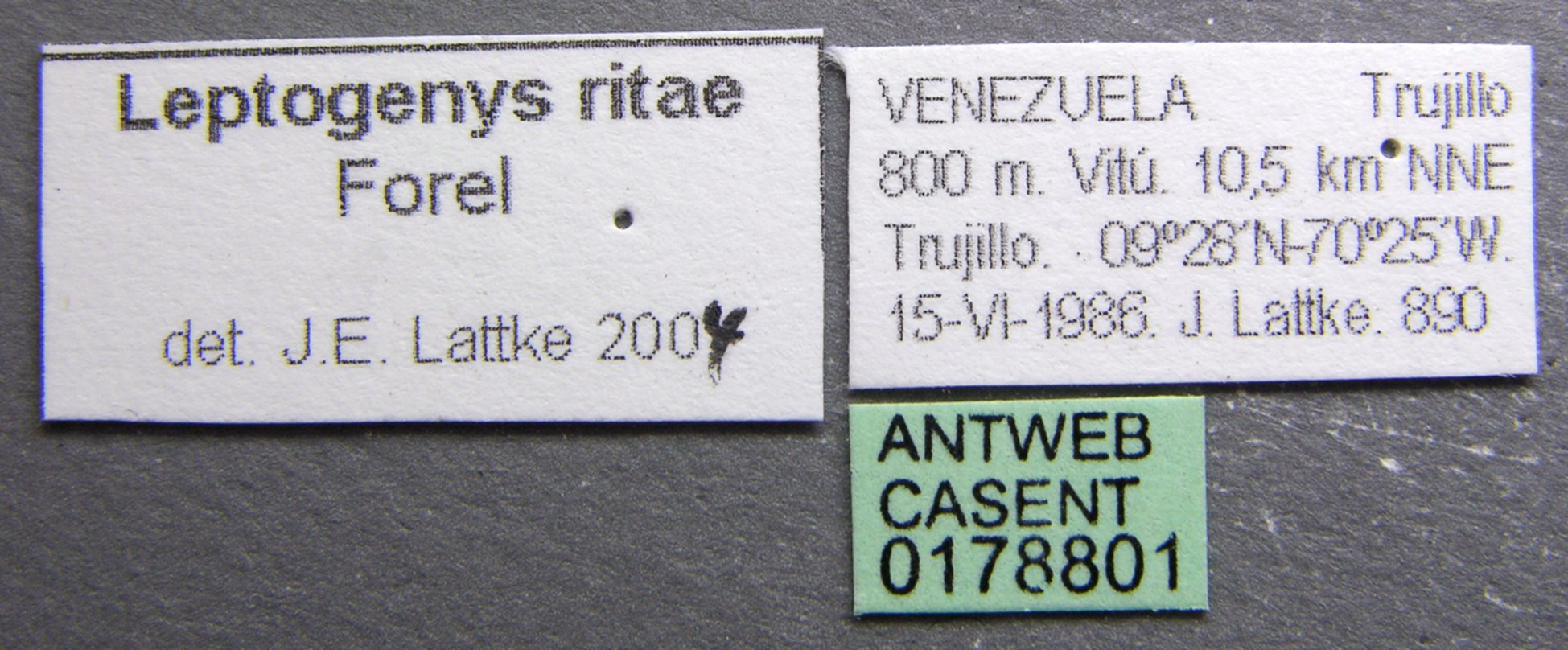
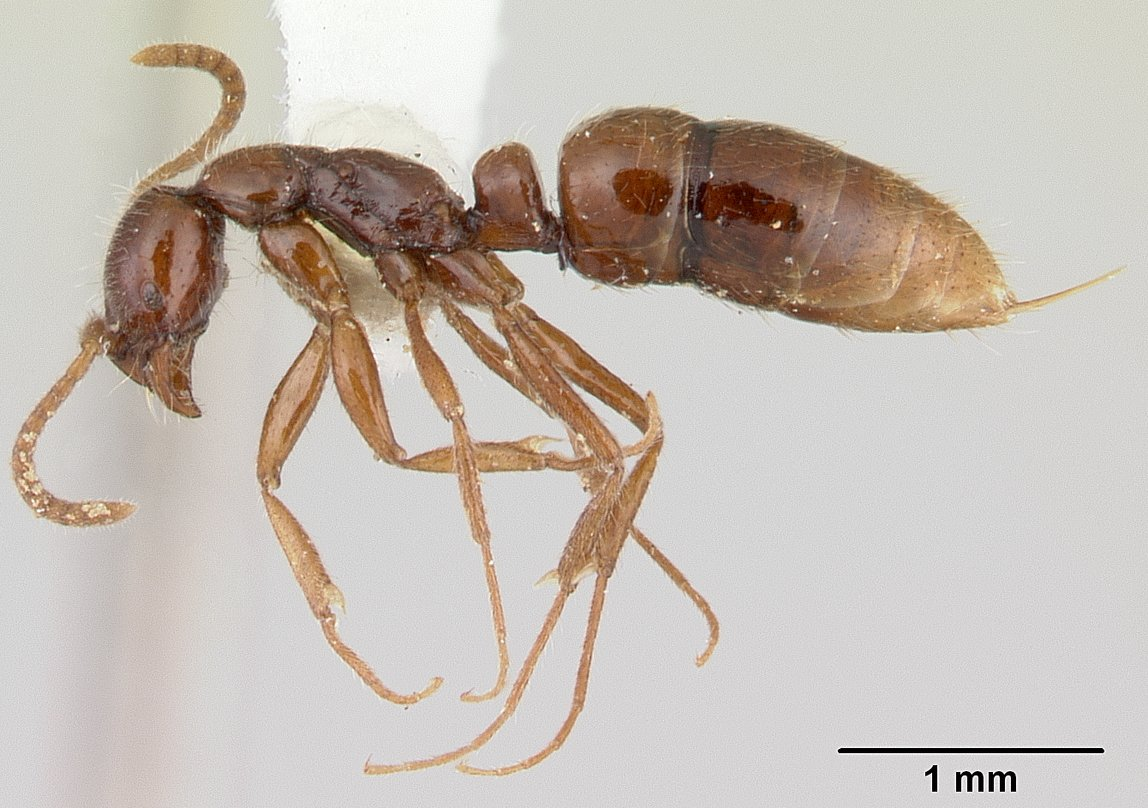